# Kloster Allendorf

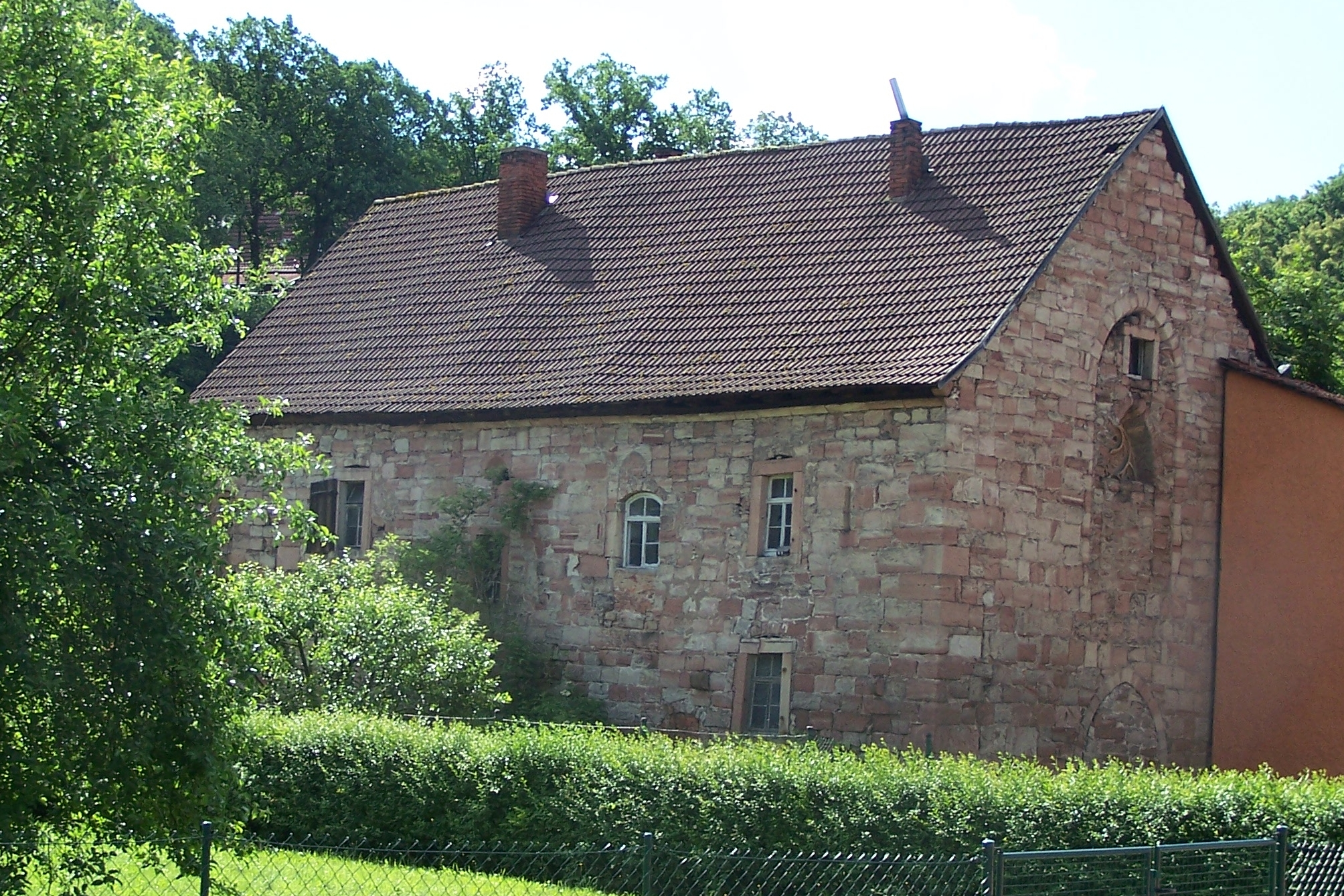
Ehemalige Klosterkirche, heute Ruine

Kloster Allendorf war eine nach 1265 errichtete Zisterzienserinnenabtei auf dem Gebiet der Stadt Bad Salzungen im Wartburgkreis (Thüringen). Der Konvent wechselte zu Anfang des 16. Jahrhunderts zum Benediktinerorden und wurde im Zuge der Einführung der Reformation nach 1525 aufgelöst. Von den Stiftsgebäuden blieb lediglich die Kirche erhalten, die, profaniert und umgebaut, noch bis in die 1980er Jahre als Wohnhaus diente und wegen unterbliebener Bauwerksunterhaltung inzwischen eine vom Einsturz bedrohte Ruine ist. Das Längsschiff des ehemaligen Klosters wird noch heute als Wohnhaus genutzt und bewirtschaftet. Es ist für die Öffentlichkeit nicht zugängig.

## Lage
Die ursprüngliche Anlage befand sich etwa 300 m vom rechten Werraufer entfernt am Westhang des Frankensteins, den die Burg Frankenstein, die Stammburg der Stifterfamilie, krönte. Namensgeber war der Ort Allendorf, am linken Werraufer gegenüber vom Kloster gelegen, der heute ein Stadtteil von Bad Salzungen ist. Eine kleine, um die Klostergebäude entstandene Siedlung bildet den heutigen Stadtteil Kloster.
In kirchenrechtlicher Hinsicht gehörte Allendorf stets zum Archidiakonat St. Severi zu Erfurt im Erzbistum Mainz.

## Geschichte
Das Kloster wurde nach 1265 am Platz einer in jenem Jahr erwähnten, älteren Marienkapelle von den Herren von Frankenstein, einer Nebenlinie der Grafen von Henneberg, gestiftet. In einer Urkunde von 16. Februar 1266, in der der Münsteraner Bischof Gerhard von der Mark einen Ablass zugunsten der Klostergründung gewährt, wird die Stiftung erstmals in schriftlichen Quellen greifbar. Möglicherweise sollte die Zisterze der Familienmemoria des Gründergeschlechts dienen, die im Begriff waren, eine eigene, kleine Landesherrschaft zu installieren. Bereits in seiner Frühphase erlitt das Kloster 1295 Zerstörungen bei den Feldzügen Adolfs von Nassau in Thüringen.
Als Frauenkonvent war Allendorf der Aufsicht des benediktinischen Stifts Fulda unterstellt. Die Nonnen lebten nach zisterziensischen Regeln, waren aber dem Orden formal nie inkorporiert.
1289 wurde Allendorf als Kloster bezeichnet, 1295 traten Propst, 1300 Äbtissin und Konvent, 1329 Priorin und 1346 die Schulmeisterin erstmals ins urkundliche Licht. Später werden Küsterin und Kellnerin erwähnt. 1312 lebten im Kloster 28 Schwestern.
Die Gründungsausstattung umfasste Besitz, Rechte und Einkünfte in der Gegend von Dermbach und vor allem um Salzungen. Sie wurde um Zustiftungen niederadeliger Familien ergänzt, deren Töchtern Allendorf als Versorgungsanstalt diente. Erst für Endphase der Klostergeschichte sind Nonnen bürgerlicher Herkunft belegt. Beim Eintritt vermögender Frauen ins Kloster wurden oft (missbräuchliche) Vereinbarungen geschlossen, die die in diesem Zusammenhang eingebrachten Güter der Kontrolle von Äbtissin und Konvent entzogen – ein Umstand, der Papst Innozenz VI. veranlasste, 1353 den Petersberger Propst mit der, letztlich erfolglosen, Rückführung dieser entfremdeten Güter zu beauftragen. Nach 1334 ist kein nennenswerter Güterzuwachs mehr zu verzeichnen. Das Kloster war seit 1295 Patronatsherr der Salzunger Stadtkirche und später auch der Pfarrkirche zu Gumpelstadt. In der Klosterkirche sind Anfang des 16. Jahrhunderts drei Vikarien belegt.
Die Landesherrschaft ging vor 1330 von den Frankensteinern an die Reichsabtei Fulda, 1366 dann an die Wettiner. 1409 erwarb das Erzstift Mainz die Hälfte von Stadt und Amt Salzungen, die 1423 an Würzburg und 1433 an die Grafen von Henneberg-Römhild kam, wobei sich Fulda stets das Recht zur Ein- und Absetzung des Propstes vorbehielt. In der Folge konkurrierten das Stift Fulda mit seinem Propst und der eher der wettinischen Landesherrschaft zugewandte Konvent um wesentlichen Einfluss im Kloster.
Im 15. Jahrhundert entwickelte sich der Konvent nicht weiter, erst 1508 reformierte Propst Johann Löher, vom fuldische Abt Johann von Fulda beauftragt, das Kloster und besetzte es mit (bürgerlichen) Nonnen aus dem Benediktinerinnenkloster St. Ulrich in Würzburg, damit wechselte Allendorf die Ordenszugehörigkeit. Nach 1522 amtierte Adolf von Biedenfeld als Propst, der rasch ein gutes Verhältnis zur wettinischen Landesherrschaft entwickelte. Im Bauernkrieg kamen Archiv und Kirchenschatz in die Obhut des Salzunger Amtmanns, die Nonnen brachten sich in Salzungen, Fulda oder bei ihren Familien in Sicherheit. Nach Ende der Kampfhandlungen wurde der Besitz des Klosters von der evangelischen Landesherrschaft eingezogen, Propst Biedenfeld erhielt den Auftrag, die Nonnen „abzufertigen“; dem Fuldaer Stiftskapitel blieb lediglich der wertlose Titel des Propstes zu Allendorf.

### Archiv
Das im Bauernkrieg vom Salzunger Amtmann in Verwahrung genommene und später um nicht relevante, keine Besitzrechte begründende Urkunden „bereinigte“ Archiv gelangte letztlich ins Gothaer Archiv des Hauses Sachsen-Gotha, das es 1932 an das Staatsarchiv Meiningen übergab. Dort befindet es sich noch heute. Die Regesten und die digitalisierten Urkunden sind online einsehbar (siehe unten unter Weblinks).

### Äbtissinnen
Die Namen von 21 Äbtissinnen sind in den Quellen nachgewiesen.
| Name                            | Jahr         |
| ------------------------------- | ------------ |
| Lukarde                         | 1300–1313    |
| Katharina                       | 1315–1325    |
| Kunigunde                       | 1326–1349    |
| Katharina                       | 1349–1357    |
| Euphemia von Lichtenberg        | 1371–1395    |
| Richza von Wildprechtroda       | 1397         |
| Adelheid                        | 1399         |
| Richza                          | 1404         |
| Petrissa von Heringen           | 1406, 1407   |
| Felicitas                       | 1411         |
| Elisabeth von Heringen          | 1412–1415    |
| Petrissa von Rosenthal          | 1413–1434    |
| Anna                            | 1428, 1429   |
| Margarete von Lichtenberg       | 1436         |
| Elisabeth von Breitungen        | 1441         |
| Margarete von Brend             | 1449–1455    |
| Katharina von Morsberg          | 1450(?)–1456 |
| Anna von Beenhausen             | 1468–1480    |
| Katharina von Kohlhausen        | 1485–1501    |
| Elisabeth Neidhart oder Nithart | 1508–1523    |
| Dorothea Pfannstein             | nach 1523    |

## Gebäude
1314 weihte der Churer Bischof Siegfried von Gelnhausen in Vertretung des Mainzer Erzbischofs die Klosterkirche, die nach der Reformation bis 1634 als evangelische Kirche diente. Danach wurde sie umgebaut und bis in die 1980er Jahre als Wohnhaus genutzt. Urkundlich fassbar sind auch Refektorium, Krankenhaus und Kreuzgang sowie Wohnhäuser für Propst, Äbtissin und Nonnen und außerhalb der Klostergeländes eine Mühle sowie ein Brauhaus. Ein Brand zerstörte 1786 die Gebäude, deren Ruinen anschließend als Steinbruch dienten.